# Хуліо Касканте
Хуліо Касканте (ісп. Julio Cascante, нар. 3 жовтня 1993, Лимон) — костариканський футболіст, захисник клубу МЛС «Остін» та національної збірної Коста-Рики.
Виступав також за клуби «Універсідад де Коста-Рика» та «Сапрісса».

## Клубна кар'єра
Хуліо Касканте народився 1993 року в місті Лимон, та є вихованцем футбольної школи клубу «Картагінес». У професійному футболі дебютував 2011 року виступами за команду «Оріон», в якій грав до кінця 2012 року, взявши участь в 11 матчах чемпіонату. На початку 2013 року футболіст перейшов до складу команди «Універсідад де Коста-Рика», в складі якої грав до 2016 року. У 2016 році Касканте перейшов до складу клубу «Сапрісса», у якому грав до кінця 2017 року.
На початку 2018 року Хуліо Касканте перейшов до складу клубу МЛС «Портленд Тімберз», у якому грав до кінця 2020 року. З початку 2021 року костариканський футболіст перейшов до іншого клубу МЛС «Остін», де став футболістом основного складу. Станом на 20 листопада 2024 року відіграв за техаську команду 115 матчів в регулярному чемпіонаті.

## Виступи за збірну
У 2015 році Хуліо Касканте дебютував у складі національної збірної Коста-Рики. У складі збірної був учасником розіграшу Кубка Америки 2024 року у США. Станом на листопад 2024 року зіграв у складі збірної 13 матчів, у яких відзначився 1 забитим м'ячем.